# Le Bureau des légendes
Le Bureau des légendes is een Franse spionagethriller over een eenheid undercoveragenten van de Franse geheime dienst 'Direction générale de la Sécurité extérieure' (DGSE).
De serie telt vijf jaargangen en werd tussen 2015 en 2020 door Canal+ geproduceerd en uitgezonden.

## Verhaal
De serie draait om een afdeling van de Franse geheime dienst DGSE, 'Le Bureau des légendes', die instaat voor de opleiding en aansturing van undercoveragenten. Deze geheime agenten ('legendes') worden ingezet op langetermijnmissies voor de verdediging van Franse belangen, voornamelijk in Noord-Afrika en het Midden-Oosten.
Guillaume Debailly, codenaam 'Malotru', keert na een zes jarige undercovermissie in Damascus terug naar Parijs. Hij probeert de draad van zijn oude leven terug op te nemen. Wanneer blijkt dat Nadia El Mansour, zijn vriendin in Damascus, ook in Parijs vertoeft wordt dit extra moeilijk. Ook de verdwijning van een collega en het opleiden van een nieuwelinge dragen bij aan de moeilijke situatie.
In de tweede jaargang vertrekt de net opgeleide Marina Loiseau als seismoloog naar Iran. Ze doet er inlichtingenwerk met betrekking tot het Iraanse nucleaire programma. Debailly levert inlichtingen aan de CIA in ruil voor het uit Syrische handen houden van El Mansour. Een beul van Daesh blijkt de Franse nationaliteit te hebben en dient geneutraliseerd te worden.
Debailly wordt in de derde jaargang door Daesh gevangen gehouden. Zijn oversten staan voor de moeilijke keuze hem te bevrijden of een belangrijke mol te rekruteren. Loiseau keert terug uit Iran. Zonder het te beseffen werd ze gerekruteerd door de Mossad en vertrekt op missie naar Bakoe.
In de vierde jaargang zit Debailly vast in Moskou en wordt door een agent van de FSB benaderd. Ook Loiseau is in haar hoedanigheid van seismoloog in Moskou. De CIA vertrouwt Debailly en de Franse inlichtingendienst niet meer. In Syrië worden Franse jihadisten opgespoord.
Debailly keert in het laatste seizoen terug naar Moskou waar hij ene Karlov voor de Amerikanen probeert te rekruteren. Andere leden van het bureau zijn actief in Cambodja, Egypte en Saoedi-Arabië.

## Rolverdeling (selectie)
- Mathieu Kassovitz: Guillaume Debailly, codenamen 'Paul Lefebvre', 'Malotru' en 'Pavel Lebedev'
- Jean-Pierre Darroussin: Henri Duflot, codenaam 'Socrate'
- Zineb Triki: Nadia El Mansour
- Léa Drucker: Laurène Balmes, psychiater
- Sara Giraudeau: Marina Loiseau, codenamen 'Phénomène' en 'Rocambole'
- Florence Loiret Caille: Marie-Jeanne Duthilleul
- Mathieu Amalric: Jean-Jacques Angel, codenaam 'JJA'
- Jonathan Zaccaï: Raymond Sisteron
- Aleksey Gorbounov: Mikhaïl Karlov, codenaam 'Kennedy'

## Erkenning
De serie won verschillende nominaties en prijzen.
Eind 2024 verscheen een Amerikaanse remake met George Clooney als producent en Michael Fassbender en Jeffrey Wright in de hoofdrollen.